# Giacomo Tomassi-Caetani
Giacomo Tomassi-Caetani OFM (* 13. Jahrhundert in Italien; † 1. Januar 1300 in Rom) war ein Kardinal der Katholischen Kirche.

## Leben
Der Neffe von Papst Bonifaz VIII. trat in den Franziskanerorden ein und war von 1283 bis 1290 Administrator des Bistums Alatri. Von Papst Bonifaz VIII. am 17. Dezember 1295 zum Kardinalpriester erhoben, war seine Titelkirche San Clemente in Rom.